# Saison PIHA 2005
Navigation
2003-2004 2005-2006
La saison 2005 est la quatrième saison de la Professional inline hockey association.
Les Philadelphia Growl sont sacrés champions et remportent la coupe Founders (Founders Cup).